# Cauloxenus stygius
Cauloxenus stygius is een eenoogkreeftjessoort uit de familie van de Lernaeopodidae. De wetenschappelijke naam van de soort is voor het eerst geldig gepubliceerd in 1872 door Cope.